# راه بی‌پایان
راه بی پایان نام مجموعه‌ای تلویزیونی ساخت ایران است که در بهار ۱۳۸۶ از شبکه سوم سیما به نمایش درآمده است. نام این مجموعه در زمان تولید بوی گندم بود که در هنگام پخش به راه بی‌پایان تغییر نام داد. تاکنون این سریال توانسته است بیشترین درصد رضایت‌مندی مخاطبان (۹۱/۱ درصد) را از آن خود کند.

## شناسنامه
- مدت: ۲۶ قسمت ۴۵ دقیقه‌ای
- سیستم ضبط: بتاکم

آتیلا پسیانی و پیمان ابدی در پشت صحنهٔ «راه بی‌پایان» ۱۳۸۵

- شبکهٔ تلویزیونی سفارش دهنده: شبکه سوم سیما
- پخش شده: شبکه سوم سیما، روزهای چهارشنبه (تکرار پنج‌شنبه)، شروع پخش از: چهارشنبه ۵ اردیبهشت ۱۳۸۶.

## بازیگران
| بازیگر           | نقش              |
| ---------------- | ---------------- |
| آتیلا پسیانی     | بهزاد توتونچی    |
| فرهاد اصلانی     | اکبر ابوالحسنی   |
| سید مهرداد ضیایی | کامران صارمی     |
| هومن سیدی        | منصور پور وطن    |
| آزاده صمدی       | غزل توتونچی      |
| بیتا سحرخیز      | مینا پور وطن     |
| بابک بهشاد       | وحید             |
| مجید یاسر        | علی              |
| مهران رجبی       | میکاییل          |
| محمد عمرانی      | سرگرد ملکان      |
| مسعود کرامتی     | دکتر محسن نیک‌نظر |
| مهدی صباغی       | خلیل پور وطن     |
| حمیدرضا هدایتی   | شیرزاد           |
| سعید پیردوست     | دوست ابوالحسنی   |
| فهیمه امن‌زاده    | منشی ابوالحسنی   |
| محبوبه بیات      | منیر خانم        |
| کیانوش گرامی     | راننده وانت      |
| حمید مهین‌دوست    | سعید تمدن        |
| علا محسنی        | بهدوج            |

## بازتاب‌های مطبوعاتی
مجموعه تلویزیونی راه بی‌پایان به صورت گسترده در مطبوعات و رسانه‌های ایرانی بازتاب پیدا کرد. تعدادی از این‌ها از این قرارند.
- «زین راه بی‌نهایت»، همشهری خانوادگی، ش. ۳۳، ص. ۲۴، ۳۱ مرداد ۱۳۸۶
- «نمی‌دانم پایان قصه چه می‌شود (گفتگو با علی‌رضا بذرافشان)»، همشهری جوان، ش. ۱۳۰، ص. ۲۸، ۲۷ مرداد ۱۳۸۶
- «به تماشاگر احترام می‌گذاریم (مصاحبه با عوامل سریال راه بی‌پایان)»، سینما، ش. ۷۷۹، ص. ۱۲، ۱۳ تیر ۱۳۸۶
- ««راه بی‌پایان» زندگی واقعی انسان‌ها را به تصویر می‌کشد»، روزنامه شرق، ش. ۹۱۵، ۳ مرداد ۱۳۸۶

## نقدها
مجموعهٔ تلویزیونی راه بی‌پایان جزو مجموعه‌هایی محسوب می‌شود که مورد توجه منتقدین قرار گرفته است و نقدهای زیادی در مجلات و نشریه‌های تخصصی و غیرتخصصی دربارهٔ این مجموعه منتشر شده است و توسط منتقدین بسیاری از زوایای مختلف مورد نقد و بررسی قرار گرفته است. برخی از منتقدین کارگردانی کار را وجه تمایز آن می‌دانند و برخی دیگر فیلم‌نامهٔ راه بی‌پایان را عامل اصلی موفقیت آن قلمداد می‌کنند. محمدتقی فهیم از جمله منتقدانی است که به وجه کارگردانی کار اهمیت بیشتری می‌دهد او طی نقد مفصلی در مجله سروش کارگردانی درست اسعدیان را دلیل اصلی موفقیت این سریال می‌داند، او در این باره می‌نویسد: « «قاب» های «راه بی‌پایان» را به نمونه‌های دیگر در سریال‌های در حال پخش، مقایسه کنیم آن وقت به این مهم دست می‌یابیم که اگرچه قصه و شخصیت‌پردازی و گره‌افکنی و غیره در یک کار نمایشی با اهمیت هستند، اما آن چیزی که درجه نخست و قبل از هر چیزی بیننده را مجذوب می‌کند و به ویژه توجه خواص را جلب می‌کند، همین قاب‌ها و تصاویر استاندارد است، چیزی که برای همایون اسعدیان از اهمیت به سزایی برخوردار بوده و پیشاپیش نیمی از توفیق او را تضمین کرده است، اما رضا درستکار بیشتر به وجه فیلم‌نامه‌ای این مجموعه توجه می‌کند و نقطهٔ قوت آن را نشان دادن مسائل اجتماعی در قالبی دراماتیک ارزیابی می‌کند. او در این باره می‌نویسد: «مجموعه «راه بی‌پایان» توانسته است موضوعات مختلف روحی و روانی متلاطم در جامعه و آشفته را به درستی به تصویر بکشد و مهم‌تر این که کمک کرده است تا به موضوع درام جدی‌تر نگاه شود. این مجموعه با پرداخت زیرکانه‌ای که به موضوع دارد به مخاطب هشدار می‌دهد و نظر مخاطب را به‌طور جدی به خود جلب کرده است و این‌جای تحسین دارد. محدثه واعظی‌پور در فیلم‌نگار متمایز بودن فیلم‌نامهٔ راه بی‌پایان نسبت به سایر مجموعه‌های تلویزیونی ایرانی را در باورپذیری آن می‌داند، او می‌نویسد: «تصویر باورپذیری که در خلاف‌کارهای مدرن در راه بی‌پایان می‌بینیم، قابل توجه است. در مجموعه‌های ایرانی، تصویری که از خلاف‌کارها و باندهای مخوف‌شان دیده‌ایم، معمولاً کاریکاتوری بوده اما در راه بی‌پایان با آدم بدهایی روبه‌روییم که شرارت و سبعیتشان را زیر ظاهر مدرن و مرفه‌شان پنهان کرده‌اند. خونسردی آن‌ها در مواجهه با جرم‌های مختلف، تصویری حرفه‌ای از آن‌ها می‌سازد، تصویری که هم جذاب است و هم ترسناک! محسن بیگ‌آقا در مجله فیلم نیز راه بی‌پایان را از نظر فیلم‌نامه‌ای مورد بررسی قرار می‌دهد. او هر چند معتقد است عنوان بهترین سریال سال شبکهٔ سوم تا کنون را می‌توان به این مجموعه اختصاص داد و فیلم‌نامه و کارگردانی و بازیگری را در خور توجه می‌داند، اما به عنوان انتقاد از سریال می‌نویسد: «اما نکتهٔ آخر، حضور پلیس در قسمت‌های پایانی است که، تأثیر روایت را کم‌رنگ و سریال را به اثری خنثی تبدیل کرده است.»

## موسیقی
از آهنگ‌های ذکر شده در بعضی از قسمت‌های سریال راه بی‌پایان استفاده شده است:
- آهنگ" No Volvere " (باز نخواهم گشت) معروف به Amor mio ساخته جیپسی کینگز در قسمت‌های ۱، ۸، ۱۹، ۲۰.
- موسیقی فیلم رومئو و ژولیت ساخته نینو روتا.